# Törringe kyrka

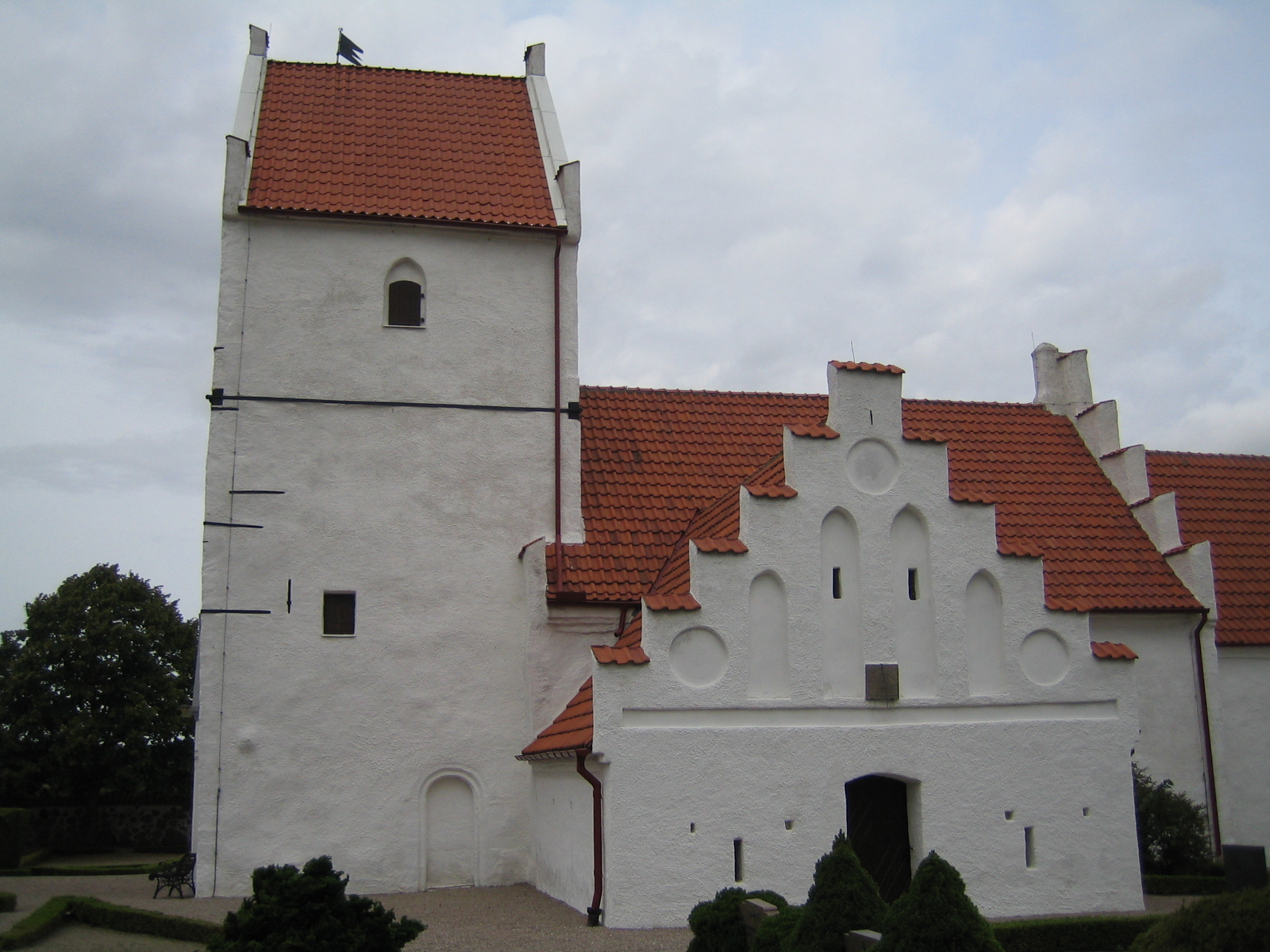
Törringe kyrka

Törringe kyrka är en kyrkobyggnad i Törringe omkring 7 km väster om Svedala. Den tillhör Svedala församling i Lunds stift. Här finns nattvardssilvret från Mariakyrkan i Tartu (Dorpat) sedan början av 1700-talet.

## Kyrkobyggnaden
Kyrkan är byggd av sten i romansk stil. De äldsta delarna härstammar från 1100-talet. På 1400-talet tillkom valv, vapenhus och torn. Kring kyrkogården finns en medeltida stenmur.

## Inventarier
- Ett medeltida triumfkrucifix i sengotisk stil finns bevarat.
- Predikstolen är från slutet av 1500-talet.
- Altaruppsatsen från omkring 1750 är utförd av Johan Ullberg.

### Orgel
- Den nuvarande orgeln byggdes 1882 av Salomon Molander & Co, Göteborg och är en mekanisk orgel.

| Manual          | Pedal   | Koppel  |
| Borduna 16' B/D | Bihängd | Man/Ped |
| Principal 8'    |         |         |
| Gedackt 8'      |         |         |
| Salicional 8'   |         |         |
| Octava 4'       |         |         |
| Rörflöjt 4'     |         |         |